# Mojola Agbebi
Mojola Agbebi (ur. 1860, zm. 1917) – nigeryjski duchowny protestancki.

## Życiorys
Pochodził z ludu Joruba, urodził się w Ileshy. Był synem anglikańskiego katechety, na chrzcie otrzymał imiona David Brown Vincent. Znany jest jednak pod swym rodzimym imieniem, które przyjął w 1894. Zmiana imienia była wyrazem dumy z afrykańskiego dziedzictwa, miała też pokazywać uznanie dla ogromnego bogactwa kulturowego kontynentu. Kształcił się w szkole prowadzonej przez Church Missionary Society (CMS) w Lagos, następnie (1878) podjął pracę jako nauczyciel w jednej z placówek prowadzonej przez to towarzystwo. Zwolniony został dwa lata później z powodów dyscyplinarnych. W 1883 opuścił anglikanizm, nawracając się na baptyzm. Odegrał kluczową rolę w utworzeniu Native Baptist Church w Lagos, pierwszego kościoła w Afryce Zachodniej stworzonego przez miejscową ludność. Głęboko świadomy konieczności przejmowania przez Afrykańczyków przywództwa w strukturach kościelnych, zapoczątkował też ewangelizację rodzinnego Jorubalandu, jak również terenów w delcie Nigru.
Otwarty na kontakty ekumeniczne, promował również kwestie istotne dla całego kontynentu afrykańskiego. Dzięki swoim kontaktom z walijskim pastorem baptystów Williamem Hughesem, zapewnił grupie Afrykańczyków kształcenie w African Training Institute w Walii. W 1903 udał się do Stanów Zjednoczonych, zbierając tam środki na wsparcie swojej działalności ewangelizacyjnej w zachodniej części Afryki. W 1898 utworzył Afrykańską Unię Baptystyczną dla Afryki Zachodniej. Był pierwszym przewodniczącym Baptystycznego Stowarzyszenia Jorubów, redaktorem rozmaitych gazet, w tym „Lagos Times” i „Lagos Weekly Record”.
Uznawany jest za wizjonera. Ceni się go za zasługi w zakresie ewangelizacji i edukacji. Poślubił Adeline Adeotan, która wraz z nim została baptystką. Wspierał wysiłki żony na rzecz utworzenia Ligi Kobiet Baptystycznych, utworzonej dopiero dwa lata po jego śmierci, czyli w 1919.